# Voetbalkampioenschap van Midden-Elbe 1906/07
In 1906/07 werd het tweede Voetbalkampioenschap van Midden-Elbe gespeeld, dat georganiseerd werd door de Midden-Duitse voetbalbond. Magdeburger FC Viktoria 1896 werd kampioen en plaatste zich voor de Midden-Duitse eindronde. De club versloeg Dresdner SC en verloor dan de finale van VfB Leipzig.

## 1. Klasse
| Plaats | Club                                 | Wed. | W | G | V | Saldo | Ptn. |
| ------ | ------------------------------------ | ---- | - | - | - | ----- | ---- |
| 1.     | Magdeburger FC Viktoria 1896         | 10   | 9 | 0 | 1 | 91:12 | 18:2 |
| 2.     | FuCC Cricket-Viktoria 1897 Magdeburg | 10   | 8 | 1 | 1 | 58:18 | 17:3 |
| 3.     | FC Weitstoß 1898 Magdeburg           | 10   | 4 | 1 | 5 | 30:38 | 9:11 |
| 4.     | Magdeburger SC Germania 1898         | 10   | 4 | 0 | 6 | 24:48 | 8:12 |
| 5.     | Magdeburger SC Preußen 1899          | 10   | 3 | 0 | 7 | 21:57 | 6:14 |
| 6.     | Magdeburger SC 1900                  | 10   | 1 | 0 | 9 | 16:67 | 2:18 |

|  | Kampioen, geplaatst voor Midden-Duitse eindronde |